# Østre Ringvej (Holstebro)
 For alternative betydninger, se Østre Ringvej. (Se også artikler, som begynder med Østre Ringvej)
Østre Ringvej  er en planlagt to sporet ringvej øst om Holstebro.
Ringvejen skal være med til at lede trafikken der kommer fra Tvis og det sydlige Holstebro og som skal op til det nordlig Holstebro, vil blive ledt uden om, så byen ikke bliver belastet af så meget gennemkørende trafik.
Vejen skal forbinde Tvis Møllevej i syd med Nordre Ringvej i nord.
Den vil kom til at have forbindelse til Viborgvej (primærrute 16), Mosebyvej og Skivevej (sekundærrute 189), vejen vil komme til at ende i Nordre Ringvej hvor den kommende motorvej Holstebromotorvejen (primærrute 18) der går mod Herning slutter.